# Centro educativo de la sociedad Watchtower
Centro educativo de la Watchtower es el nombre que recibe el conjunto de veintiocho edificios construidos en la ciudad de Patterson, en el estado de Nueva York. Es una extensión de la sede mundial de los Testigos de Jehová que está localizada a unos 108 km en Warwick.
El Centro Educativo de la Watchtower fue construido para promover la educación bíblica de evangelización de los Testigos de Jehová en todo el mundo. Incluye un complejo con alojamiento para unos 1.200 miembros que participan de las diversas escuelas de los Testigos de Jehová o sirvan en los hogares Betel. También tiene salones de clases, un auditorio con capacidad para unas 1600 personas, y amplio espacio para oficinas.

## Dedicación
La semana del 17 al 22 de mayo de 1999 tuvo lugar la dedicación del Centro Educativo de la Watchtower. Se permitió a los 5.400 miembros de la central de Brooklyn, Wallkill y Patterson visitar personalmente todas las instalaciones de Patterson durante esa semana. Entre los invitados se contaban más de quinientos anteriores miembros del personal que habían participado en la construcción del centro educativo, representantes de veintitrés sucursales de la Sociedad Watchtower y otros miembros de congregaciones vecinas: un total de 8.100 personas como mínimo.
Para familiarizar a los visitantes con el centro educativo, se prepararon exposiciones especiales, proyecciones educativas de vídeo y también se organizaron itinerarios para recorridos sin guía. Algunas exposiciones mostraban los inicios de la Escuela Bíblica de Galaad de la Watchtower, asambleas históricas, reuniones de congregación, el establecimiento del programa moderno de estudios bíblicos en hogares particulares y la labor que realiza el Departamento Legal a fin de facilitar estas actividades.

## Funcionalidad
Para la primavera de 1995, el nuevo centro estaba lo suficientemente dotado como para impartir allí la clase número 99 de la Escuela Bíblica de Galaad de la Watchtower. Las lecciones comenzaron el 17 de abril con un discurso sobre las características de la Traducción del Nuevo Mundo de las Santas Escrituras, a cargo de Albert D. Schroeder, integrante del Comité de Enseñanza del Cuerpo Gobernante y miembro del profesorado de Galaad cuando esta se fundó, en 1943.
En las semanas siguientes, varios departamentos de la oficina central de la Sociedad se mudaron a las dependencias de Patterson; unos cuantos ya se habían trasladado antes. Para el 1 de septiembre se encontraban instalados allí el Departamento de Servicio, la sección de correspondencia del Departamento de Redacción, Servicios de Traducción, el Departamento de Arte, el Departamento de Fotografía, Servicios de Vídeo y varias oficinas vinculadas a los departamentos de Asuntos Legales, Ingeniería y Braille.
El Departamento de Servicio, supervisa la actividad de 13.174 congregaciones locales donde se imparte educación bíblica y de 572 superintendentes viajantes.
Correspondencia de Redacción, contesta unas catorce mil preguntas todos los años. Se efectúa investigación minuciosa para contestar las cartas y se demuestra genuino interés por aquellos cuyas preguntas evidencian que están enfrentándose a serios problemas.
Mediante Los Servicios de Traducción Un 80% de los testigos de Jehová de todo el mundo puede leer las publicaciones de la Sociedad en idiomas que no son el inglés. Para satisfacer sus necesidades, más de mil setecientos voluntarios trabajan en el campo de la traducción en 100 países. De 1994 a 1999, en cinco años, se añadieron 102 idiomas al número total de lenguas en las que edita publicaciones bíblicas la Sociedad. A fecha de 2019 La Traducción del Nuevo Mundo de las Santas Escrituras está disponible (completa o en parte) en más de 185 idiomas. Las publicaciones Watch Tower están disponibles en unos 1000 idiomas, y tan solo el libro ¿Qué enseña realmente la Biblia?, en más de 250.